# Junko Ozawa
Junko Ozawa (født 7. december 1973) er en tidligere japansk fodboldspiller. Hun har tidligere spillet for Japans kvindefodboldlandshold.

## Japans fodboldlandshold
| Japans landshold | Japans landshold | Japans landshold |
| År               | Kmp              | Mål              |
| ---------------- | ---------------- | ---------------- |
| 1993             | 4                | 0                |
| 1994             | 6                | 0                |
| 1995             | 5                | 0                |
| 1996             | 5                | 0                |
| 1997             | 1                | 0                |
| Total            | 21               | 0                |